# Vincent Van Quickenborne
Vincent Paul Marie Van Quickenborne (Gent, 1 augustus 1973) is een Belgisch politicus voor Open Vld.

## Levensloop

### Jeugd
Van Quickenborne doorliep zijn secundair onderwijs aan het Sint-Barbaracollege in Gent. In 1996 studeerde hij af als licentiaat in de rechten aan de Katholieke Universiteit Leuven. Hij ging daarna aan de slag als advocaat aan de Kortrijkse balie.
Hij was eind jaren 1990 woordvoerder van de linkse politieke vernieuwingsbeweging TriAngel, die ijverde voor een integraal federalisme. In zijn studententijd was hij lid van het Liberaal Vlaams Studentenverbond en het Katholiek Vlaams Hoogstudentenverbond (van deze laatste enkel als niet-actief lid). Hij was korte tijd verbonden aan de Coudenberggroep, een Belgischgezinde federalistische denktank.
Vincent Van Quickenborne trad in het voetlicht toen hij, actief in het netwerk van witte comités, de deur op de neus kreeg van Louis Tobback. Deze was niet gesteld op de actie aan zijn privéwoonst, waar Van Quickenborne ongevraagd aanbelde met televisiecamera's. Quicky, zoals hij weleens genoemd wordt, maakte van mediastunts zijn handelsmerk.

### Politieke loopbaan

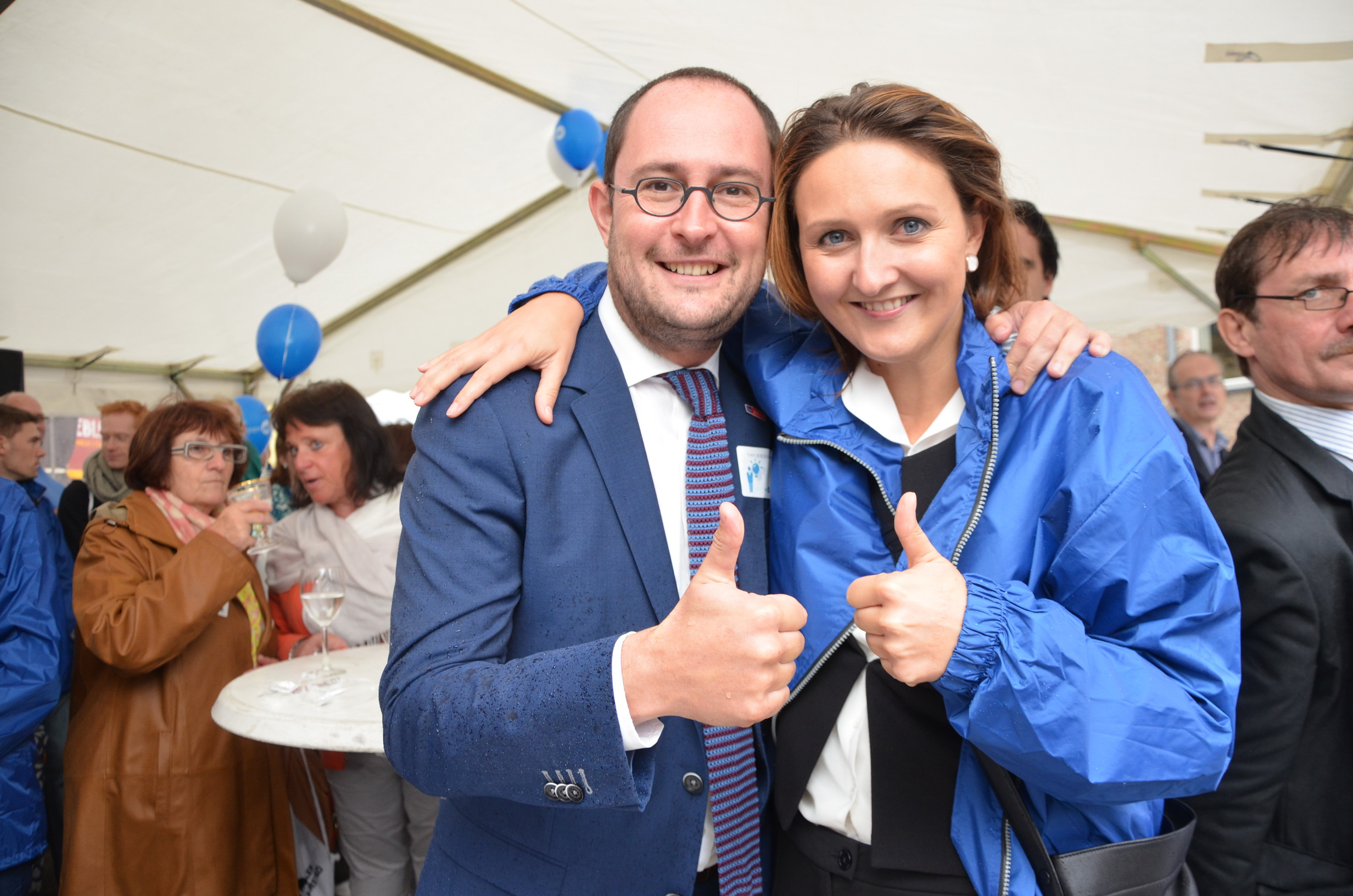
Vincent Van Quickenborne samen met toenmalig Open Vld-partijvoorzitster Gwendolyn Rutten (september 2013)

Inmiddels was in 1997 ID21 opgericht door onder anderen Volksunie-boegbeeld Bert Anciaux. Ze werkte samen met de Volksunie in VU&ID, een formatie die opkwam bij de Europese, federale en regionale verkiezingen in juni 1999. Toen werd Vincent Van Quickenborne voor deze alliantie verkozen in de Senaat en gaf zichzelf de bijnaam 'Senator Q'. Ook hier kwam hij snel in de media, onder andere door de uitspraak dat hij een jointje wilde blowen in de Senaat. Van Quickenborne bleef senator tot aan de verkiezingen van 2003.
Hij werkte als senator mee aan het genocideproces tegen Ariel Sharon en generaal Yaron wegens de bloedbaden in Sabra en Shatila. Dit proces zorgde voor wereldwijde media-aandacht en uiteindelijk werd de Belgische Genocidewet onder druk van buitenlandse regeringen aangepast. Hij lag tevens mee aan de basis van de huidige Corporate governance-regels in de beursgenoteerde ondernemingen en de behoefte aan meer transparantie wat betreft de verloning van de leden van de raad van bestuur en de CEO. Zijn wetsvoorstel hieromtrent trok de nodige aandacht, onder meer door de toenmalige problemen rond Lernout & Hauspie. Tevens was hij de eerste politicus die een wetsvoorstel indiende om de studenten toe te laten meer dagen te kunnen werken. Hij zorgde ook voor een historische doorbraak in het onderzoek naar de moordenaars van communist Julien Lahaut door eigenhandig verloren gewaande documenten hieromtrent terug te vinden. Verder zorgde hij voor controverse door zijn wetsvoorstel om de adellijke titels af te schaffen. Hij zette zich tevens in voor het eenheidsstatuut van arbeider en bediende en pleitte hij voor het vrijmaken van alle reguleringen rond het voeren van de verkiezingscampagnes.
Na het uiteenvallen van de VU en ID21 koos hij voor Spirit. Toen die partij in 2002 echter in kartel ging met de socialistische sp.a, stapte Van Quickenborne over naar de toenmalige liberalen van de VLD. Daar werd hij de spitsbroeder van de rechts-liberale Jean-Marie Dedecker. Hij was tevens de eerste Belgische politicus met een weblog.

#### Regering-Verhofstadt II
Bij de federale verkiezingen van mei 2003 stond hij als eerste opvolger op de VLD-lijst voor de Kamer van volksvertegenwoordigers in de kieskring West-Vlaanderen. Na deze verkiezingen werd hij in juli 2003 vrij onverwacht staatssecretaris voor Administratieve Vereenvoudiging in de federale regering Verhofstadt II, wat hij bleef tot in december 2007. Het was de eerste maal binnen de Belgische regering dat administratieve vereenvoudiging in één functie verenigd werd. Om de administratieve lasten terug te dringen werkte hij onder meer de Kafka-test uit die moest voorkomen dat besluiten van de ministerraad zorgden voor bijkomende rompslomp. Verder werd het getuigschrift van goed gedrag en zeden elektronisch opvraagbaar en ook de verplichte publicatie in een krant voor de bedrijven van de bijeenroeping van de jaarlijkse aandeelhoudersvergadering ging voor de bijl, alsook het levensbewijs. Hij volbracht de twaalf doelstellingen die opgenomen waren in het regeerakkoord. In mei 2007 bekroonde de krant De Standaard Van Quickenborne met de hoogste score van alle ministers en staatssecretarissen van de regering Verhofstadt II..  
Bij de verkiezingen van juni 2004 werd Van Quickenborne verkozen in het Vlaams Parlement. Hij legde de eed af in dit parlement, maar liet zich onmiddellijk vervangen om staatssecretaris te kunnen blijven. 

#### Regering-Leterme I
In juni 2007 werd hij verkozen in de Kamer van volksvertegenwoordigers, waar hij bleef zetelen tot in maart 2008. Op 20 maart dat jaar trad hij als minister voor Ondernemen en Vereenvoudigen, bevoegd voor economie, innovatie, administratieve vereenvoudiging, ICT en telecommunicatie, toe tot de federale regering Leterme I. Hij bleef minister in de regering Van Rompuy en de regering Leterme II en bleef minister voor Ondernemen en Vereenvoudigen tot in december 2011. Bovendien was hij van 2009 tot 2012 onder het voorzitterschap van Alexander De Croo ondervoorzitter van Open Vld.
Als minister van Ondernemen kon hij enkele realisaties voorleggen, waaronder de lancering van de elektronische maaltijdcheque, een nieuwe wet op het consumentenkrediet met de slogan 'Let op, Geld lenen kost ook geld', de telecom 4G-licenties, de website 'bestetarief.be' voor telecom-producten, de lancering van de bankoverstapdienst in samenwerking met Febelfin, een nieuwe wet op de marktpraktijken en realiseerde hij een stap voorwaarts in de realisatie van een eengemaakt Europees patent.

#### Regering-Di Rupo
Bij de verkiezingen van juni 2010 werd Van Quickenborne opnieuw verkozen in de Kamer. In december 2011 moest hij zich daar opnieuw laten vervangen. Na een moeizame regeringsvorming van bijna anderhalf jaar trad Van Quickenborne namelijk aan als vicepremier en Minister van Pensioenen in de regering-Di Rupo. In deze functie voerde hij meteen een pensioenhervorming door, waarbij de leeftijd van het vervroegd pensioen met twee jaar werd opgetrokken. Het resultaat was een staking van de overheidsbonden. Ondanks het verzet zette de regering door met de pensioenhervorming. In oktober 2012 nam hij ontslag uit de regering om burgemeester van Kortrijk te worden en keerde hij terug naar de Kamer. Zijn functies van vicepremier en minister van Pensioenen werden overgenomen door toenmalig Open Vld-voorzitter Alexander De Croo, die bijgevolg ontslag nam. Vervolgens was Van Quickenborne samen met voormalig eerste minister Guy Verhofstadt tijdelijk voorzitter van de Open Vld, tot Gwendolyn Rutten in december 2012 officieel werd verkozen als nieuwe voorzitter van de partij.
Bij de gemeenteraadsverkiezingen in oktober 2012 was Van Quickenborne lijsttrekker in Kortrijk. Zijn partij werd tweede, na CD&V. Desondanks werd Van Quickenborne burgemeester van Kortrijk vanaf 2013: hij nam het initiatief om samen met sp.a en N-VA een coalitie te vormen en zo CD&V buiten spel te zetten. Zo kwam er voor het eerst sinds 1865 opnieuw een liberale burgemeester in Kortrijk. Hij moest de start van zijn mandaat echter een maand uitstellen: de Raad voor Verkiezingsbetwistingen besliste na een klacht van leden van Groen en CD&V om Van Quickenborne een maand te schorsen als gemeenteraadslid. Reden was dat de maximaal toegestane grootte van enkele verkiezingsborden voor Van Quickenborne bij de campagne werd overschreden. Eerste schepen Rudolf Scherpereel (N-VA) nam de functie zo lang over. Na de lokale verkiezingen in oktober 2018 werd de lokale lijst Team Burgemeester - gebouwd rond Open Vld - met Van Quickenborne als lijsttrekker in Kortrijk afgetekend de grootste partij. Van Quickenborne kon zo burgemeester blijven en zette zijn ambt verder met dezelfde coalitie.
In mei 2014 werd Van Quickenborne als lijsttrekker in de kieskring West-Vlaanderen herkozen in de Kamer, waar hij tot 2019 voorzitter was van de commissie Sociale Zaken. Bij de federale verkiezingen van mei 2019 was Van Quickenborne opnieuw lijsttrekker in West-Vlaanderen. Na zijn herverkiezing als volksvertegenwoordiger werd hij voorzitter van de Kamercommissie Energie, Leefmilieu en Klimaat. In mei 2020 volgde hij de pas verkozen Open Vld-voorzitter Egbert Lachaert op als voorzitter van de Kamerfractie van Open Vld, hetgeen hij bleef tot in oktober datzelfde jaar. Hij werd in deze functie opgevolgd door Maggie De Block.

#### Regering-De Croo
Op 1 oktober 2020 werd hij benoemd tot vicepremier en minister van Justitie en Noordzee in de regering-De Croo. Hierdoor liet hij zich in Kortrijk vervangen door waarnemend burgemeester Ruth Vandenberghe en werd hij in de Kamer opgevolgd door Jasper Pillen.
Op 20 oktober 2023, na de terreuraanslag op Zweden in Brussel, bood Van Quickenborne zijn ontslag aan als minister, hetgeen twee dagen later werd aanvaard. Meteen na de aanslag haalde hij stevig uit naar de Noord-Afrikaanse landen die 'hun illegalen niet willen terugnemen'. Er bleek echter dat een magistraat bij het parket van Brussel een Tunesisch uitleveringsverzoek van de dader niet had behandeld. Van Quickenborne verklaarde dat hij zijn politieke verantwoordelijkheid wilde nemen voor deze fout. Na zijn ontslag als minister nam hij zijn functies als Kamerlid en burgemeester van Kortrijk weer op.
Bij de federale verkiezingen van juni 2024 werd Van Quickenborne als lijsttrekker in West-Vlaanderen opnieuw verkozen in de Kamer, waar hij ging zetelen in de commissies Sociale Zaken, Werk en Pensioenen, Financiën en Begroting en Grondwet en Institutionele Vernieuwing. Door een tegenvallend persoonlijk resultaat besloot hij zich vervolgens terug te trekken als lijsttrekker van en kandidaat-burgemeester van de Stadslijst in Kortrijk, een verbond van Team Burgemeester en CD&V, ten voordele van zijn partijgenote Ruth Vandenberghe. Hijzelf werd lijstduwer en raakte vanop die plaats herkozen voor de gemeenteraad. Na de installatie van het nieuwe gemeentebestuur in december 2024 werd Van Quickenborne voorzitter van de gemeenteraad.

### Privé
Hij is gehuwd en vader van twee dochters en een zoon.

## Ontvoeringspoging
Half september 2022 werd aan de woning van minister Van Quickenborne een auto met Nederlandse nummerplaat aangetroffen met daarin kalasjnikovs, vuurwapens en twee flessen met benzine, die de onderzoekers op het spoor bracht van vier Nederlandse mannen uit het drugsmilieu. Zij werden verdacht van een poging tot ontvoering van Van Quickenborne. Op 23 en 25 september 2022 werden alle vier mannen door de Nederlandse politie in Den Haag en Leidschendam aangehouden, waarna het Belgische federaal parket om hun uitlevering verzocht. Omdat de verdachten zich tegen uitlevering verzetten, moest een beslissing van de Internationale rechtshulpkamer van de Rechtbank Amsterdam worden afgewacht. Van Quickenborne zelf verbleef met zijn gezin op een onderduikadres en kreeg verhoogde beveiliging.

## Plasincident
In augustus 2023 was er een incident waarbij gasten op een feestje, ter gelegenheid van zijn vijftigste verjaardag, bij Van Quickenborne thuis, op straat gingen urineren tegen een politiecombi die daar ter beveiliging voor zijn woning stond. Van Quickenborne was er zelf niet bij betrokken, zei niet op de hoogte te zijn geweest en veroordeelde het gedrag. Enkele uren later zou hij zelf ook naar de combi zijn gestapt en er de deuren van open en dicht hebben gedaan en gedaan hebben alsof hij plaste. Van Quickenborne beweert de deur te hebben willen sluiten en dat het andere gebaren waren.
Het incident, dat kaderde in een reeks conflicten tussen Van Quickenborne en de politievakbonden, werd belangrijk genoeg geacht om een buitengewone vergadering van de Kamercommissie voor Justitie te beleggen. Van Quickenborne gaf er zijn relaas van de feiten en verontschuldigde zich nogmaals.

## Prijzen en eerbetoon
- België: Commandeur Orde van Leopold II, KB 5 juni 2007
- In 2010 werd Vincent Van Quickenborne door het World Economic Forum geselecteerd als Young Global Leader.[29] Het Forum van Young Global Leaders is een platform van leidende figuren uit politiek, economie, technologie en internationale samenwerking. Van Quickenborne viel de eer te beurt door zijn successen op het vlak van administratieve vereenvoudiging en de internationale promotie van België als investeringsland.[30]

## Overzicht deelname politieke verkiezingen
- Kamer van volksvertegenwoordigers 18 mei 2003 - 2e plaats kieskring West-Vlaanderen - VLD - verkozen
- Vlaams Parlement 13 juni 2004 - 1e plaats kieskring West-Vlaanderen - VLD - verkozen, maar wordt na ruim een maand opgevolgd door Karlos Callens
- Gemeenteraad 8 oktober 2006 - 1e plaats - VLD - verkozen
- Provincieraad West-Vlaanderen 8 oktober 2006 - 9e plaats district Kortrijk - VLD-Vivant - verkozen - beslist niet te zetelen
- Kamer van volksvertegenwoordigers 10 juni 2007 - 1e plaats kieskring West-Vlaanderen - Open Vld - verkozen
- Europees Parlement 7 juni 2009 - 4e opvolger kieskring Vlaanderen - Open Vld
- Vlaams Parlement 7 juni 2009 - 3e opvolger kieskring West-Vlaanderen - Open Vld
- Kamer van volksvertegenwoordigers 13 juni 2010 - 1e plaats kieskring West-Vlaanderen - Open Vld - verkozen
- Gemeenteraad 14 oktober 2012 - 1e plaats - Open Vld - verkozen
- Kamer van volksvertegenwoordigers 25 mei 2014 - 1e plaats kieskring West-Vlaanderen - Open Vld - verkozen
- Gemeenteraad 14 oktober 2018 - 1e plaats - Team Burgemeester - verkozen
- Kamer van volksvertegenwoordigers 26 mei 2019 - 1e plaats kieskring West-Vlaanderen - Open Vld - verkozen
- Kamer van volksvertegenwoordigers 9 juni 2024 - 1e plaats kieskring West-Vlaanderen - Open Vld - verkozen
- Gemeenteraad 13 oktober 2024 - lijstduwer - Team Burgemeester Stadslijst Kortrijk - verkozen

## Trivia
- In 2003 nam Van Quickenborne deel aan het eerste seizoen van De Slimste Mens ter Wereld. In zijn eerste deelname verloor hij het finalespel en bijgevolg moest hij de quiz verlaten.